# Lydia Danihelova
Lydia Danihelova est une guitariste classique slovaque.

## Biographie
Lydia Danihelova est née en Slovaquie.